# Las Naves
Las naves, es una obra literaria del poeta y cineasta venezolano Jesús Enrique Guédez (Puerto de Nutrias, 8 de septiembre de 1930. Caracas, 29 de junio de 2007; Venezuela) ganadora del Premio de las Universidades Nacionales de Poesía en 1959.
Considerada una de las obras más representativas en la poesía venezolana, donde el autor expresa un síntoma de amor hacia la naturaleza mansa de su generación, analizando en grandes detalles las vivencias del llano venezolano, entrelazándolas entre sí, de manera que el autor expone una especie de crónica biográfica en la Venezuela de su época.
Enriqueta Arvelo Larriva, señala en el prólogo del libro:

...Y  no sólo esos detalles del nativo mundo los que insinúanme encontramos en esta poesía. Esa valiente manera de contar el tiempo entre muros de soledad. Ese irnos «olvidándonos de nosotros mismos». Ese llevar el rostro dormido aunque pasen escorpiones. Ese aprender en «las hirientes hojas secas y descarnadas de los cañaverales». Y ese conformarnos, en alguna ocasión, con ser ausentes...

El libro está constituido por tres poemas: La amistad de las cosas, La espigas menudas, y El río.

En el primer poema, el autor muestra su apego de hermandad con la naturaleza, su conocimientos ancestrales de la vida vegetal, enseñándonos un profundo respeto y amistad con lo que nos rodea:

Iba en las noches repicando las campanas vegetales
y me armaba emperador de minerías
apresando con mi sábana el tacto de las plantas.
Tenía una botella verde para robar luciérnagas
e iluminar el rincón de mi cuarto.

En el segundo escrito, el poeta enlaza su amor a la naturaleza, con la sencillez y humildad del pueblo que lo vio nacer, junto a sucesos familiares que marcaron la vida del escritor:

Amigos, grandes cosechas, ¡en cuales rocas profundas cursan algunas fraternales aguas idas! y tus pies no alcanzan los caminos.

Sin embargo, es en el tercer poema donde el escritor señala la parte más representativa de su obra; El Río, sin duda alguna aquí podremos percibir el mestizaje de los dos primeros escritos...
- Datos: Q5970617